# Huolin Gol
Huolin Gol (霍林郭勒 ; pinyin : Huòlínguōlè) est une ville de la région autonome de Mongolie-Intérieure en Chine. C'est une ville-district placée sous la juridiction administrative de la ville-préfecture de Tongliao.

## Démographie
La population du district était de 65 452 habitants en 1999.